# Reifengleichförmigkeit
Reifengleichförmigkeit (engl.: tire uniformity) bezeichnet bestimmte dynamisch-mechanische Eigenschaften von Luftreifen.
Durch die Reifen- und Automobilindustrie wurden genau definierte Messstandards und Testbedingungen für Reifen festgelegt. Diese Messstandards beinhalten die Parameter Radialkräfte, Lateralkräfte, Konizität, Radialunrundheit, Lateralunrundheit, Seitenwandauswölbung, Plysteer und Einsenktiefe.
Weltweit führen Reifenhersteller und Autoproduzenten Gleichförmigkeitsmessungen durch, um Reifen mit schlechten Leistungsmerkmalen zu identifizieren und auszusortieren. Dabei wird zwischen OE-Reifen (Original-Equipment) und Replacement-Reifen unterschieden. OE-Qualität herrscht vor, wenn die Reifen nach der Vulkanisierung alle herstellerbedingten Zielvorgaben einhalten. Diese Reifen müssen gegebenenfalls nochmal nachgearbeitet, zum Beispiel geschliffen werden, um die vom Fahrzeughersteller festgelegten Spezifikationen einzuhalten. Das Verhältnis zwischen Reifen, die die Fahrzeugherstellerspezifikation einhalten, ohne dass eine Korrektur vorgenommen werden muss und Reifen, an denen eine Korrektur notwendig ist, wird in der Reifenproduktion als so genannte Virgin Yield bezeichnet.

## Lateralkräfte
Lateralkräfte werden dadurch ausgelöst, dass eine Seite des Reifens eine größere Materialstärke (Dicke) hat als die andere Seite. Dies führt zu Vibrationen und Rütteln bei Brems- und Beschleunigungskräften.

## Radialkräfte
Unter Radialkräften wird die Veränderung der Lateralkräfte verstanden, wenn der Reifen unter Last läuft. Als Richtwert gilt im amerikanischen Raum 1000 am. Pfund auf einer perfekt ebenen Straße. Eine Schwankungsbreite von 995 Pfund bis 1003 Pfund würde als eine 8-Pfund-Radialkraft bezeichnet. Somit stellt die Radialkraft die Differenz zwischen dem Maximalwert und dem Minimalwert dar.

## Konizität
Die Konizität ist eine dimensionslose Kennzahl, die unter nicht gleichförmigen Bedingungen ausgebildet wird. Diese Bedingungen sind am besten beschrieben als eine konische Form des Reifens, die unter laufenden Bedingungen durch Lateralkräfte entsteht. Diese Tendenz führt zu einem Einfluss auf das Steuerverhalten des Fahrzeugs. Um die Konizität zu messen, müssen Lateralkräfte sowohl im Uhrzeigersinn als auch entgegen dem Uhrzeigersinn gemessen werden. Dabei wird die Konizität als Hälfte der Differenz zwischen beiden gemessenen Werten angegeben, wobei nicht zu vergessen ist, dass beide Werte umgekehrte Vorzeichen besitzen. Normalerweise werden auf der linken als auch auf der rechten Seite des Fahrzeugs Reifen mit der gleichen Konizität montiert, um ihren Konizitätseffekt gegenseitig auszugleichen. Dies ermöglicht ein sanfteres Fahren. Höhere Konizität führt zudem zu einer verkürzten Reifenlebensdauer.

## Ply Steer
Ply Steer beschreibt die Seitenkraft, die ein Reifen durch Asymmetrien in seiner Karkasse erzeugt wenn er vorwärts rollt und keinen Schräglaufwinkel hat. Diese Seitenkraft wird gewöhnlicherweise mit der Tendenz der Reifen zu einem „Krebsgang“ (engl. Crabwalk) beschrieben bzw. Tendenz zu einer Seite zu laufen unter Beibehaltung einer geradlinigen Ausrichtung. Diese Tendenz zu einem Seitenlauf beeinflusst die Lenkungsfähigkeit des Fahrzeugs. Zur Ermittlung des Ply Steers werden die erzeugten Lateralkräfte bei Vorwärts- und Rückwärtslauf der Reifen gemessen. Der Ply Steer wird aus der halbierten Summe aller gemessenen Werte ermittelt.

## Strukturseitenkraft
Bei der Strukturseitenkraft handelt es sich um eine Lateralkraft, die durch die Anordnung der einzelnen Gürtellagen im Reifen ausgeübt wird, abhängig von dessen jeweiliger Zusammensetzung. Diese Kräfte werden durch die Anordnung der so genannten Gürtel, einer speziell kalandrierten Kautschuk- bzw. Stahldrahtlage, bestimmt, insbesondere durch den Winkel der Gürtel zueinander.

Die Strukturseitenkraft ist anders als die Konizität abhängig von der Rollrichtung des Reifens. Die beiden Kräfte überlagern sich dabei.
Die Strukturseitenkraft wird dazu eingesetzt, die von der zur Straßenaußenseite geneigte Straßenoberfläche ausgeübten Kräfte zu kompensieren. So muss ein Reifen in Großbritannien eine entgegengesetzte Strukturseitenkraft haben als Fahrzeugreifen in Kontinentaleuropa.

## Korrektur der Reifengleichförmigkeit
Die Variation der Radial- und Lateralkräfte kann in einer sogenannten Reifengleichförmigkeitsmaschine durch Materialabschleifung an bestimmten Stellen des Reifens korrigiert bzw. reduziert werden. Dabei führen Abschleifungen an verschiedenen Stellen des Laufstreifens zu unterschiedlichen Ergebnissen. Abschleifungen in der Mitte des Laufstreifens reduzieren oder beseitigen die Variation der Radialkräfte. Werden Abschleifungen an den Schultern des Reifens vorgenommen, dann reduziert dies die Größe der Straßenkontaktfläche, auch Fußabdruck genannt und führt zu einer Verminderung des Konizitätwertes.